# Лили Томлин
Мери Џин Томлин (енгл. Mary Jean Tomlin; рођена 1. септембра 1939. у Детроиту), позната као Лили Томлин (енгл. Lily Tomlin), америчка је позоришна, филмска и ТВ глумица, комичарка, сценаристкиња и продуценткиња.
Добитник је награда Еми, Тони, Греми и номинована за Оскара.
Почела је као стендап комичарка у Детроиту и Њујорку, пре него што је добила телевизијске улоге играјући идиосинкратичне, комичне ликове попут Ернестине, брзе телефонске оператерке у „Роуван & Мартин'с Лаф-Ин” 1967. године. Томлин је оставила свој траг на сребрном екрану такође. Неки од њених запажених филмова су Нешвил (1975), Мачка је видела убицу (1977), Од девет до пет (1980), Све од мене (1984), Беверли Хилбилис (1993), Округ оранџ (2002) и Ја волим Хакабис (2004). Томлин је глумила госпођу Фризл у „Чаробном школском аутобусу”, заснованом на омиљеној серији књига за децу; била је Дебора Фидерер у серији Западно крило и половина средовечног певачког дуа са Мерил Стрип у Кућни пријатељ из прерије (2006). Томлин је освојила једног Оскара (за „Нешвил”), четири награде Еми у ударном термину, награду Тони за бродвејску представу за једну жену „Потрага за знацима интелигентног живота у универзуму”, коју је написала њена дугогодишња животна партнерка, Џејн Вагнер. Греми за њен комични албум „Ово је снимак” и „Марк Твејн награда” за амерички хумор 2003. године, да споменемо само неке. Иако никада није крила своју сексуалност, Томлин је званично изашла у медије 2001.